# Apanteles insignicaudatus
Apanteles insignicaudatus är en stekelart som beskrevs av Granger 1949. Apanteles insignicaudatus ingår i släktet Apanteles och familjen bracksteklar. Inga underarter finns listade i Catalogue of Life.